# (12008) Kandrup
(12008) Kandrup est un astéroïde de la ceinture principale aréocroiseur.

## Description
(12008) Kandrup est un astéroïde aréocroiseur. Il présente une orbite caractérisée par un demi-grand axe de 2,00 UA, une excentricité de 0,32 et une inclinaison de 29,7° par rapport à l'écliptique.

## Compléments